# Émetteur de Kalundborg

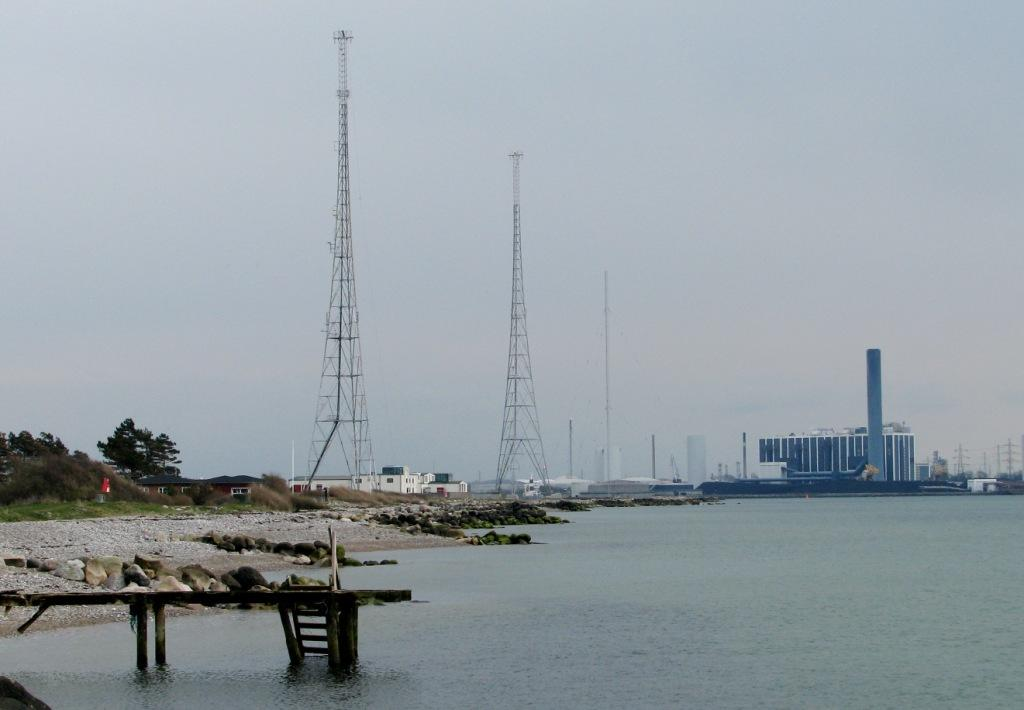
Site de l'émetteur de Kalundborg (tour à ondes moyennes en arrière-plan).

L'émetteur de Kalundborg est une installation de transmission radiophonique pour diffusion sur grandes ondes et ondes moyennes près de Kalundborg au Danemark. L'émetteur fut inauguré en 1927 et transmettait jusqu'au 15 février 2007 un programme grandes ondes sur le 243 kilohertz avec une puissance d'émission de 300 kilowatts, et jusqu'au 27 juin 2011 sur ondes moyennes 1062 kilohertz avec une puissance de 250 kilowatts. 
Actuellement, les transmissions sont sur 243 kilohertz avec une puissance de 70 kilowatts. Pour la transmission grandes ondes, une antenne filaire est employée, soutenue par deux pylônes en acier de 118 mètres de hauteur et reliées à la terre. L'antenne est alimentée à une extrémité par le signal radio de l'émetteur, alors que l'autre extrémité est reliée à la terre par l'intermédiaire d'une bobine (antenne d'Alexanderson). Ce type d'antenne a permis l'utilisation de structures de plus faible hauteur que d'autres types d'antennes de grandes ondes, et permet l'utilisation des structures de soutènement au sol. L'antenne de l'émetteur ondes moyennes emploie un mât isolé avec une hauteur de 147 mètres. Ce site implanté à quelques dizaines de mètres du bord de mer permet une très bonne propagation des ondes.